# Önkfeld
Önkfeld ist eine Ortschaft der Stadt Radevormwald im Oberbergischen Kreis im nordrhein-westfälischen Regierungsbezirk Köln in Deutschland.
Önkfeld liegt nördlich des Zentrums von Radevormwald.

## Geschichte
1433/1434 wurde der Ort als Unckincfelde das erste Mal urkundlich erwähnt, als man "Kriegsschäden durch Verwüstungen der Truppen des Kölner Erzbischofs Dietrich II. von Moers" zu beklagen hatte.

## Besonderheiten
Önkfeld ist seit vielen Jahren in der Region bekannt durch das dort gefeierte Erntedankfest mit einem Erntedankzug. An diesem Umzug nehmen von den örtlichen Landwirten und Gemeinden geschmückte Traktoren und Anhänger sowie verschiedene Fußgruppen teil. Veranstaltet wird dieses Fest von der "Kulturgemeinde Önkfeld", die in Oberönkfeld (östlich von Önkfeld gelegen) das sog. "Haus der Kulturgemeinde" unterhält.
Ebenfalls geschätzt ist das alljährliche Fest "Tanz in den Mai". Es wird von der Freiwilligen Feuerwehr Löschgruppe Önkfeld veranstaltet und zieht jedes Jahr am Maianfang zahlreiche Besucher an, auch aus größeren, umliegenden Städten.

## Vereine und Einrichtungen
- Gesangverein Serenita
- Kulturgemeinde Önkfeld
- Eine Einheit des Löschzug II der Freiwilligen Feuerwehr Radevormwald